# 정미칠적
정미칠적(丁未七賊)은 대한제국에서 을사늑약 체결 2년 후인 1907년 7월 24일에 체결된 한일신협약(제3차 한일협약 또는 정미7조약) 조인에 찬성한 내각의 일곱 친일파를 가리킨다.
농상공부대신 송병준, 군부대신 이병무, 탁지부대신 고영희, 법부대신 조중응, 학부대신 이재곤, 내부대신 임선준이 내각총리대신 이완용과 조선통감부 통감 이토 히로부미 명의로 체결된 정미7조약 조인에 찬성하고 순종의 재가를 얻도록 협조했다.
2002년 민족정기를 세우는 국회의원모임과 광복회가 공동 발표한 친일파 708인 명단과 2008년 민족문제연구소에서 친일인명사전에 수록하기 위해 정리한 친일인명사전 수록예정자 명단에 정미칠적 모두가 선정되었다.

## 명단
| 성명            | 성명 | 생존연대 (당시 나이) | 당시 직위    | 이후 경력                              |
| --------------- | ---- | -------------------- | ------------ | -------------------------------------- |
| 이완용 (李完用) |      | 1858년~1926년 (49세) | 내각총리대신 | 후작, 조선총독부 중추원 고문 겸 부의장 |
| 송병준 (宋秉畯) |      | 1857년~1925년 (50세) | 농상공부대신 | 백작, 조선총독부 중추원 고문           |
| 이병무 (李秉武) |      | 1864년~1926년 (43세) | 군부대신     | 자작                                   |
| 고영희 (高永喜) |      | 1849년~1916년 (58세) | 탁지부대신   | 자작, 조선총독부 중추원 고문           |
| 조중응 (趙重應) |      | 1860년~1919년 (47세) | 법부대신     | 자작, 조선총독부 중추원 고문           |
| 이재곤 (李載崑) |      | 1859년~1943년 (48세) | 학부대신     | 자작, 조선총독부 중추원 고문           |
| 임선준 (任善準) |      | 1860년~1919년 (47세) | 내부대신     | 자작, 조선총독부 중추원 고문           |

## 같이 보기
- 친일파
- 을사오적
- 경술국적